# Безукладников, Андрей Юрьевич
Андрей Юрьевич Безукладников (13 января 1959, Пермь) — российский фотограф, критик, продюсер, сооснователь и руководитель интернет-ресурса Photographer.ru.

## Биография
Родился в 1959 году в Перми. В начале 1980-х — участник народной фотостудии «Пермь». В 1984—1986 годах — фотокорреспондент областной пермской молодёжной газеты «Молодая гвардия».
В 1986 году переехал в Москву, поселился у своих друзей-студентов в подвале дворницкой.
С 1987—1988 — сотрудничал с молодёжной редакцией журнала «Театральная жизнь». Вступил в фотосекцию творческого объединения «Эрмитаж», где познакомился с московскими фотографами Ильей Пигановым, Борисом Михайловым, Сергеем Леонтьевым, Алексеем Шульгиным, Игорем Мухиным и другими.
В 1988 году познакомился с театральным режиссёром Анатолием Васильевым, который пригласил А. Безукладникова работать фотографом в свой театр «Школа драматического искусства». Сотрудничал как фотограф с кинорежиссёрами Иваном Дыховичным, подбирая фотографии для фото-фильма «Красная Серия» (Франция, 1989), Павлом Лунгиным («Луна-парк», 1991), Клодом Массотом («Нанук Севера», 1992) и Денисом Евстигнеевым («Лимита», 1993).
В 1980-е документировал хронику московского андеграунда, снимая лидеров «Параллельного кино», московских художников-концептуалистов, поэтов и рок-музыкантов — Бориса Юхананова, братьев Алейниковых, группу «Оберманекен», Германа Виноградова. Оформлял конверт ансамбля «Браво»
В 1992 году создал автобиографический проект «Карты Таро», своеобразное подведение итогов двенадцатилетней творческой жизни.
1998—1999 годы — создал сетевой некоммерческий ресурс Photographer.Ru с целью популяризации творческой фотографии. Член жюри различных фотоконкурсов.

## Персональные выставки
- 1994 — «Чётки». Якут галерея, Москва.
- 2009 — «Прозрачное время». Пермская государственная художественная галерея. Пермь
- 2010 — «Прозрачное время». Центральный Выставочный Зал «Манеж», Фотобиеннале 2010, Москва

## Групповые выставки
- 1987 — «Репрезентация». Объединение «Эрмитаж», Москва.
- 1998 — «Увеличение». Галерея «Манеж», Москва.
- 1998 — «Другая Россия». Дни фотографии в Москве, ЦВЗ «Манеж», Москва.
- 1997 — «Ретроспектива. Московские художники 1957—1987». Объединение «Эрмитаж», Москва.
- 1995 — «Ночь над Азией». FOTO MASSAN, Goteborg.
- 1994 — «Современная фотография в России». ЦДХ, Москва.
- 1992 — «Experiences Photographiques Russes». Atrium de Grand Ecran, Париж.
- 1990 — «Award for Young European Photographers-90». Берлин.
- 1990 — «Looking East». Kunstmuseum, Орхус, Дания.
- 1989 — «150 лет фотографии». Манеж, Москва.
- 1988—1989 — «An insight into Contemporary Photography». Париж, Лондон, Москва.

## Публикации в книгах
- «Say Cheese!» An Insight into Contemporary soviet Photography — 1968/1988, Paris 1988.
- Evgeny Berezner, Irina Chmyreva, Natalia Tarasova and Wendy Watriss. «Contemporary Russian Photography», FotoFest 2012 Biennial Houston.